# Ernest (margrabia Badenii-Durlach)
Ernest (ur. 7 października 1482 w Pforzheim, zm. 6 lutego 1553 w Sulzburgu) – margrabia Badenii-Durlach od 1515.
Był siódmym synem Krzysztofa I, margrabiego Badenii. Początkowo otrzymał w zarząd dobra Hochberg; później zdołał rozszerzyć swoją domenę.